# Eusirus antarcticus
Eusirus antarcticus är en kräftdjursart som beskrevs av Thomson 1880. Eusirus antarcticus ingår i släktet Eusirus och familjen Eusiridae. Inga underarter finns listade i Catalogue of Life.